# Канцлерский суд
Канцлерский суд (англ. Court of Chancery) — высший судебный орган, который был создан в раннюю эпоху феодализма в Англии как дополнение к системе судов, руководствовавшихся при осуществлении правосудия указами и другими источниками права. Второе название Суд справедливости (англ. court of equity).
По замыслу создателей суда, он должен был руководствоваться только справедливостью (право справедливости). Председателем суда был лорд-канцлер. На практике введение канцлерского суда создало большую сложность в толковании законов, а правосудие в канцлерском суде сопровождалось большим бюрократизмом и волокитой, кроме того, разбирательство дел часто сопровождалось юридическими ухищрениями недобросовестных адвокатов.
Попытки введения Канцлерского суда под юрисдикцию судов общего права начались в 1850-х годах, и, наконец, после нескольких Судебных актов Парламента, реформирующих судебную систему Англии, он был отменён в 1873 году. В 1875 году был создал новый единый Высший суд справедливости, в который вошли бывший Канцлерский и некоторые суды общего права, в нём был создан Канцлерский отдел, занимающийся тяжбами по завещаниям, бизнесу, доверительной собственности, земельному праву.
Канцлерский суд играет большую роль в некоторых романах Диккенса, особенно в романе «Холодный дом».